# Lamorménil
Lamorménil est un hameau de la commune belge de Manhay, située en Région wallonne dans la province de Luxembourg.
Sis sur une colline entre deux bras de l’Aisne dans les Ardennes belges, il dépendait de la section de Dochamps avant la fusion des communes.

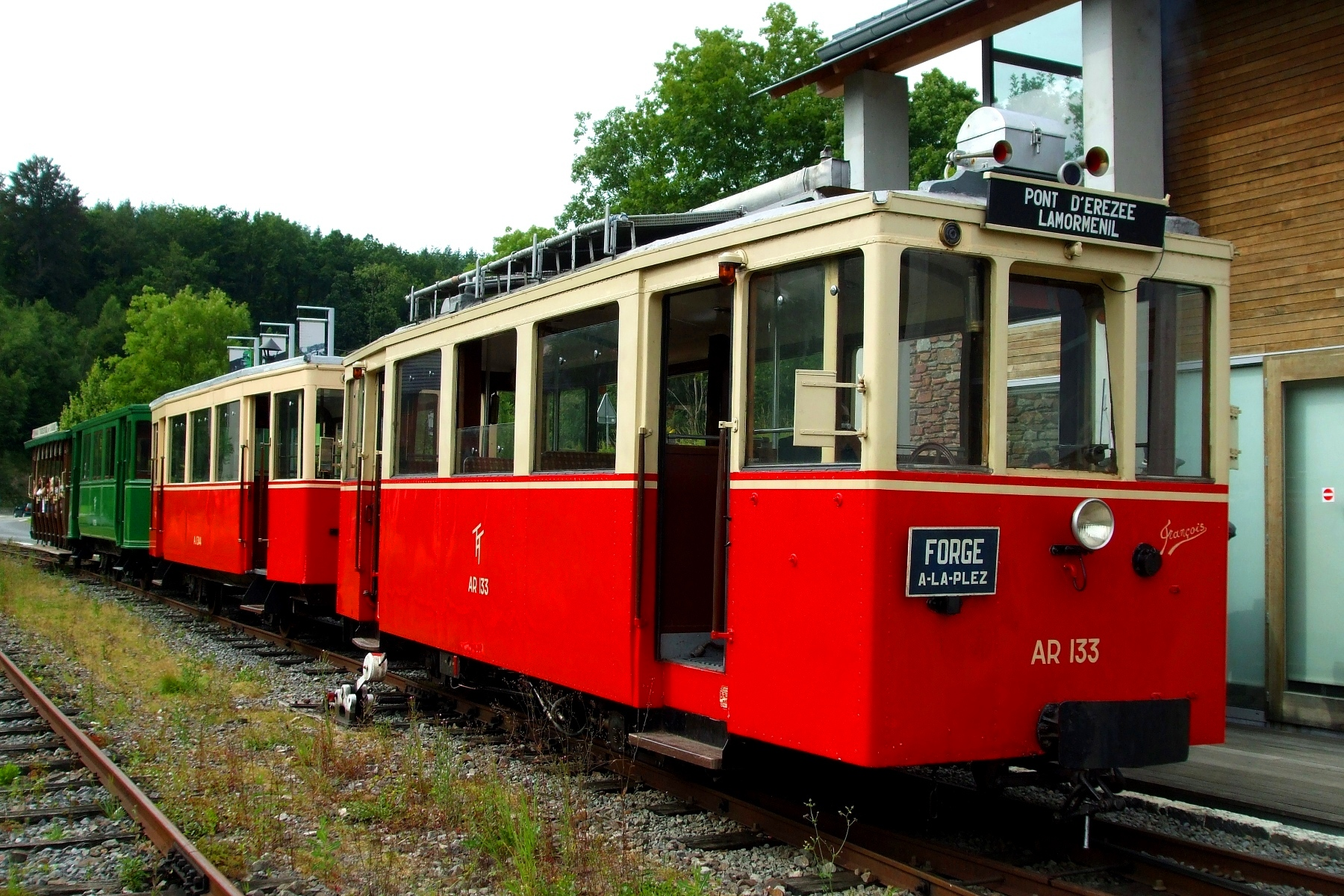
Tramway de l'ancienne ligne de vicinal, à Lamorménil.

## Patrimoine
L’ancienne ligne de tramway vicinaux Melreux-Manhay-Comblain a été restaurée dans sa section Érezée-Dochamps-Lamorménil, permettant en été la circulation de tramways touristiques dans la vallée de l’Aisne.

## Personnalité
- Guillaume Lamormaini (1570-1648), confesseur de Ferdinand II et figure importante à la cour des Habsbourg à Vienne, est né à Lamorménil. Son nom, Lamormainus, est la forme latinisée du nom du village.